# Evan Jones (diễn viên)
Evan Jones (sinh ngày 1/4/1976) là nam diễn viên người Mỹ. Anh từng tham gia trong các phim như: 8 Mile, Gangster Squad, The Book of Eli, Glory Road, và A Million Ways to Die in the West. 